# Nho biển
Nho biển hay còn gọi là tra (danh pháp hai phần: Coccoloba uvifera) là một loài cây gỗ lớn thuộc họ Rau răm, bộ Rau răm. Cây có nguồn gốc từ Trung Mỹ.

## Mô tả
Cây gỗ lớn, cao từ 10-20 mét thân cong queo, phân cành thấp. Tán lá rộng, lá đơn mọc cách, bóng, phiến tròn, gốc hình tim kích thước 12-15 cm. Cụm hoa chùm mang nhiều hoa nhỏ màu xanh lục vàng. Quả mọc theo chùm tròn, khi còn non màu xanh có vị chát hơi chua , quả chín có màu đỏ hoặc màu tím thẫm vị ngọt chua

## Phân bố và sinh trưởng
Cây được trồng rộng rãi ở các nước nhiệt đới. Tại Việt Nam cây được trồng nhiều dọc bờ biển Bình Định, Nha Trang, Đà Nẵng, Ninh Thuận, Bình Thuận,và một số các đảo Hoàng Sa, Trường Sa. Là loài cây mọc chậm, trong hai năm đầu hầu như cây không phát triển, đến năm thứ 3 mới bắt đầu sinh trưởng bình thường nhưng vẫn rất chậm, cây trồng sau 10 năm mới đạt được chiều cao 3–4 m.

## Sử dụng
Do chịu được môi trường biển (cùng với cây phong ba có thể được xem như là hai loài cây tiên phong cho việc chọn loài cây trồng ven biển ở Việt Nam), chịu được gió mặn, đất cát có tính phân nhiệt thấp, nắng nóng, khô hạn, bão tố, hiện tượng cát bay cát nhảy... nên nho biển là loài cây rất phù hợp cho các vùng đất ven biển, có thể trồng chắn gió, cát rất hữu hiệu, trồng cây xanh bóng mát cho các tuyến đường, các khu du lịch, sinh thái ven biển, thân lá cây đẹp cũng được sử dụng làm cây cảnh quan.
Cây cho gỗ tốt có thể làm nông cụ, trái ăn được có thể làm mứt, ngâm rượu. Gỗ cây trị đái dầm, hạ nhiệt.

## Hình ảnh

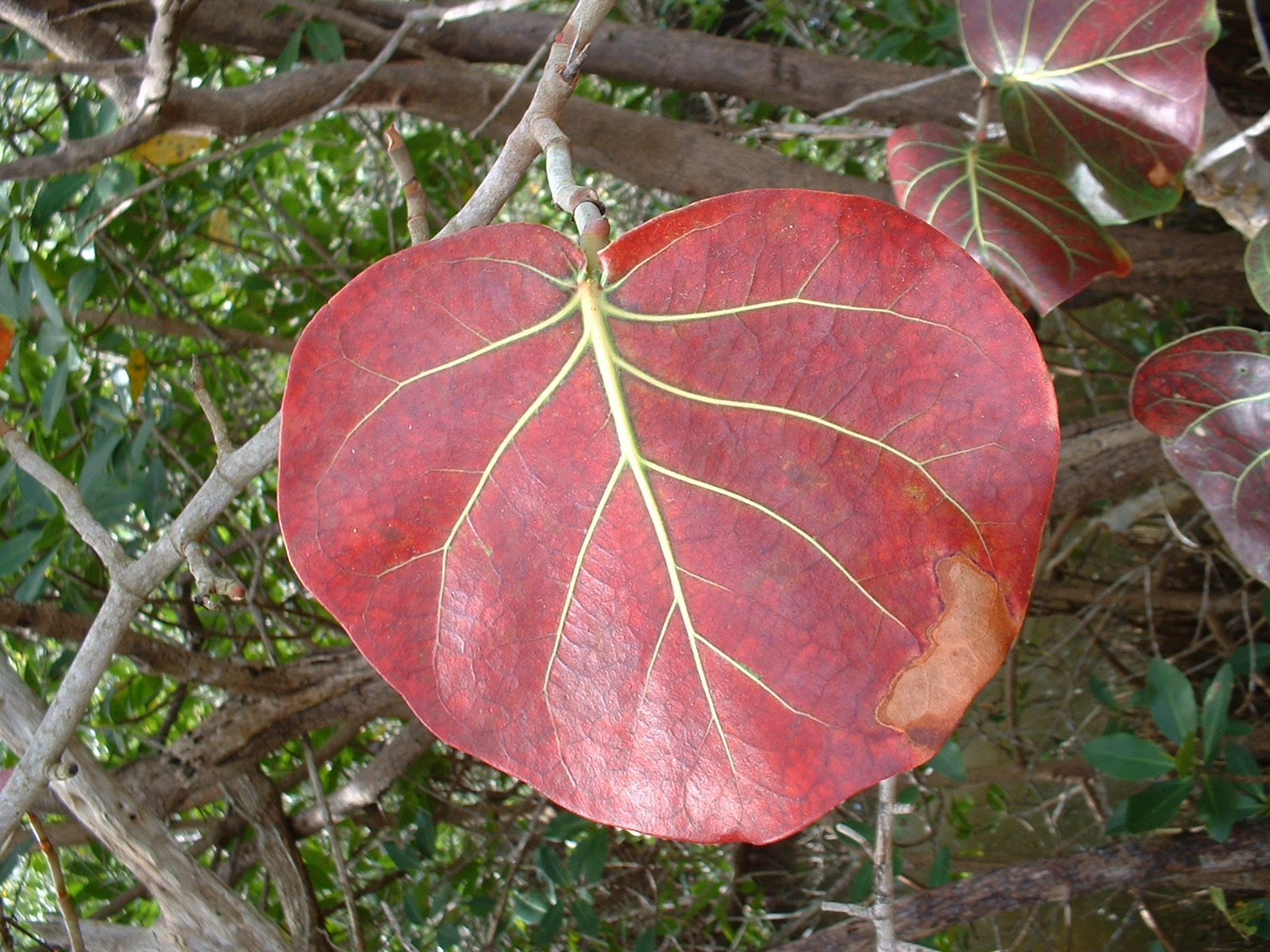
Lá già (kích thước khoảng 25 cm)
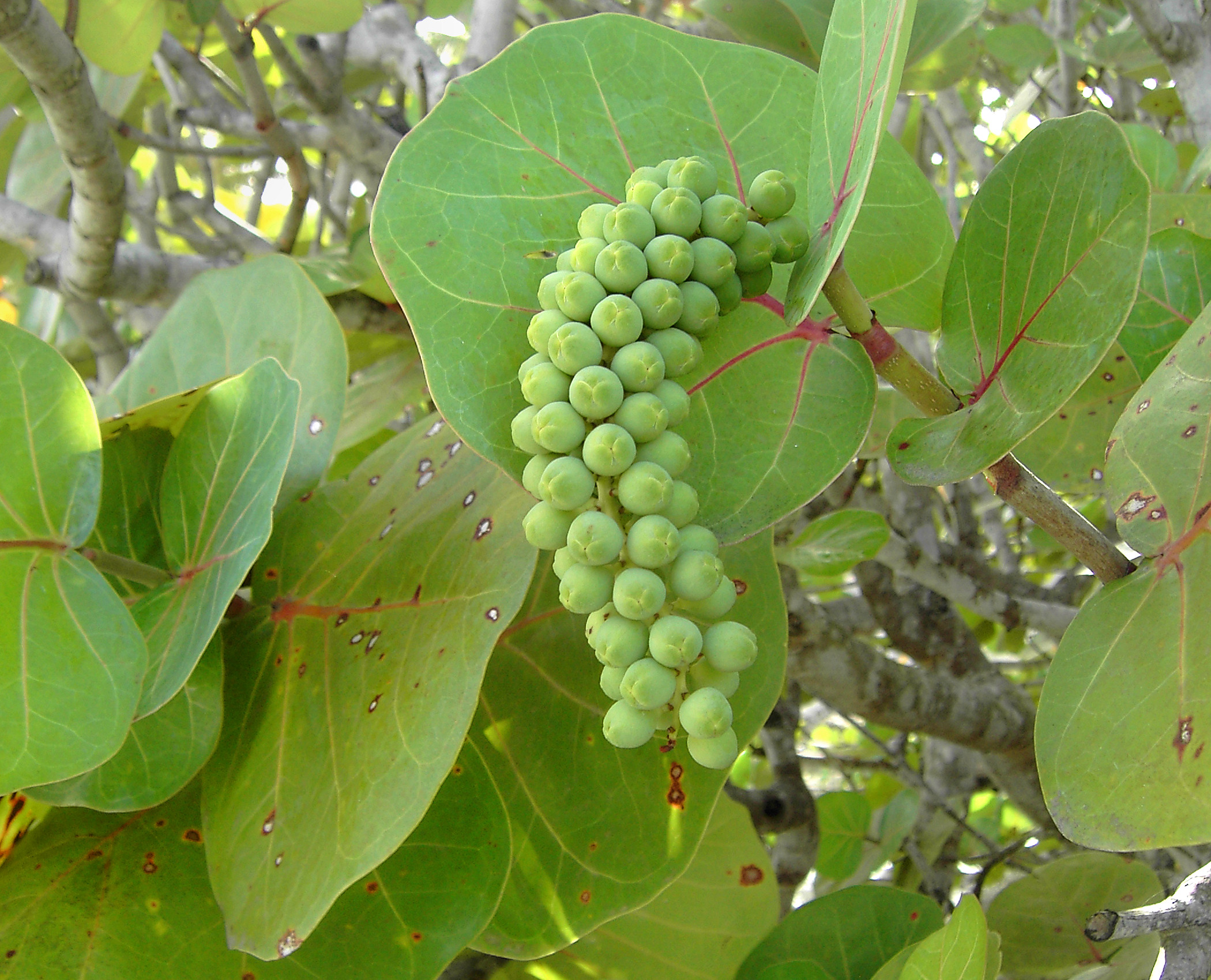
Quả và lá
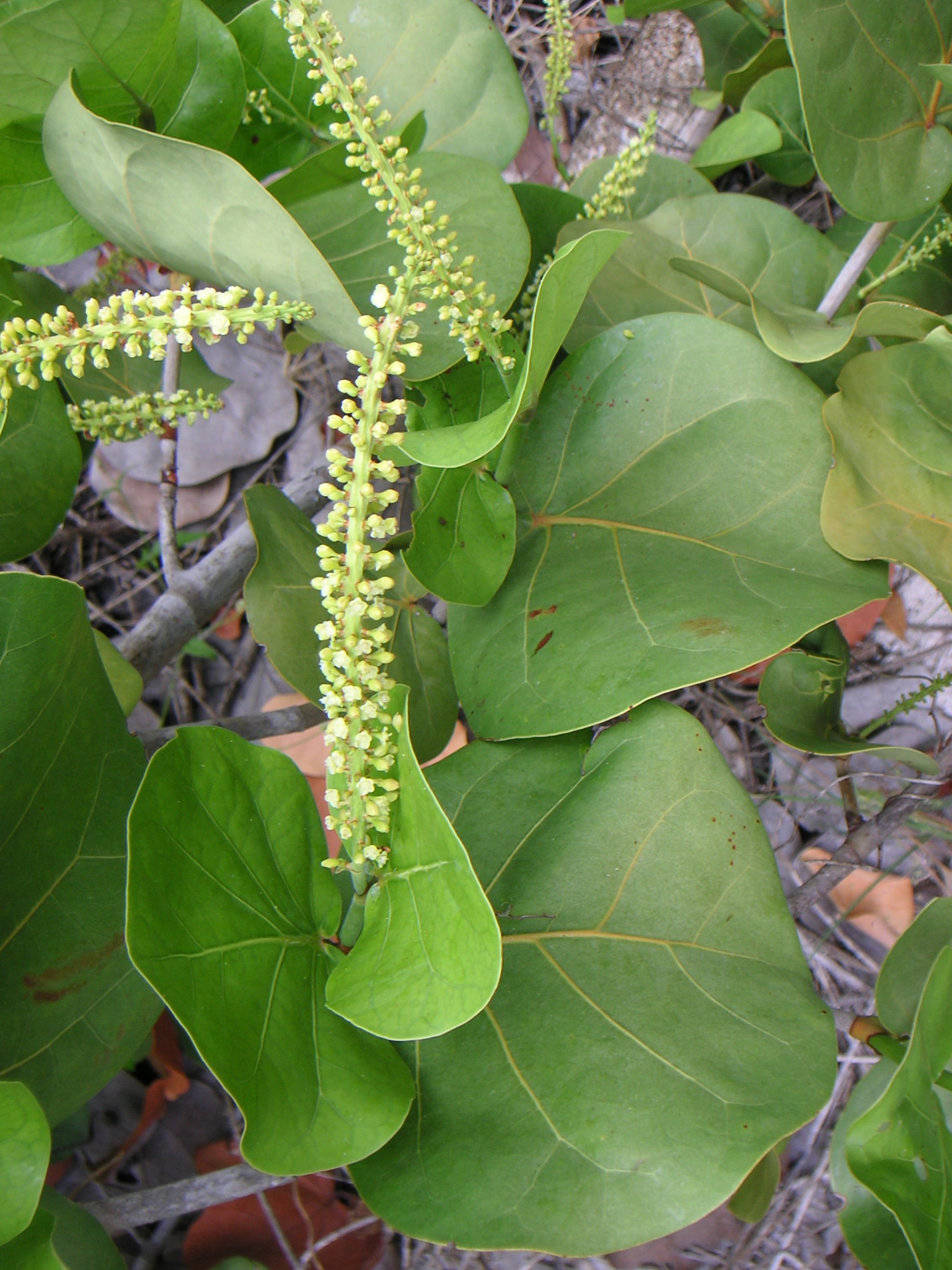
Lá và hoa